# Герб Кореїза
Герб Кореїза — офіційний символ селища Кореїз (Ялтинський район, Автономна Республіка Крим), затверджений рішенням Кореїзької селищної ради від 31 серпня 2012 року. Автор герба — О. І. Маскевич.

## Опис герба
У синьому полі срібна кроква, що супроводжується трьома срібними ліліями (2 та 1).
У червоному розділі золота князівська корона між двома золотими левовими головами.

## Символіка
Золота князівська корона та левові голови символізують маєтки російської аристократії: княгині А.С. Голіциної та князя Ф.Юсупова.
Кроква нагадує розташування селища над узбережжям на височини.
Лілії символізують санаторії, пансіонати та будинки відпочинку Кореїзу, рукотворні парки та неперевершену красу навколишнього селища природи. Червоний колір символізує мужність, життєствердну силу та працю, синій – красу та велич, синє море та блакитне небо селища, яке самою своєю назвою («Кореїз» - заселене місце») вказує, що тут має жити людина.